# 1984 (tiểu thuyết)
Một chín tám tư (tiếng Anh: Nineteen Eighty-Four) là tên một tiểu thuyết dystopia (phản địa đàng) phát hành năm 1949 của nhà văn người Anh George Orwell.
Kể từ khi ra đời vào năm 1949, Một chín tám tư đã được xem là tác phẩm kinh điển về tư tưởng chính trị và khoa học giả tưởng. Nhiều từ vựng, khái niệm có trong tiểu thuyết như Big Brother, doublethink, thoughtcrime, Newspeak, Room 101, telescreen, 2+2=5 và memory hole đã đi vào đời sống (những người nói tiếng Anh). Tiểu thuyết cũng là nơi phổ biến tính từ Orwellian nhằm chỉ sự phủ nhận lịch sử, tung tin giả, theo dõi ngầm và tuyên truyền của nhà nước toàn trị.
Năm 2005, tạp chí TIME đã đưa Một chín tám tư vào danh sách 100 tiểu thuyết tiếng Anh xuất sắc nhất từ 1923 đến 2005. Trong danh sách "100 tiểu thuyết xuất sắc nhất của Modern Library", Một chín tám tư đứng thứ 13 do ban biên tập bình chọn và thứ 6 do người đọc bình chọn. Năm 2003, tiểu thuyết đứng vị trí thứ 8 trong "The Big Read", theo một cuộc điều tra của BBC.

## Quá trình thực hiện và tiêu đề

Trang đầu bản thảo năm 1947 của Một chín tám tư cho thấy quá trình biên tập

George Orwell nghĩ ra phần lõi cuốn sách vào năm 1944, và ba năm sau, ông viết gần như toàn bộ nội dung lúc ở trên đảo Jura từ năm 1947 đến 1948 dù đang phải chống chọi với căn bệnh lao. Ngày 4 tháng 12 năm 1948, ông gửi bản thảo cuối cùng đến nhà xuất bản Secker and Warburg và Một chín tám tư được phát hành vào ngày 8 tháng 6 năm 1949. Đến năm 1989, tiểu thuyết này đã được dịch sang 65 ngôn ngữ, nhiều hơn bất cứ tiểu thuyết tiếng Anh cùng thời nào. Tiêu đề của cuốn sách, chủ đề của nó, tiếng Newspeak (Tân Ngôn) và họ của tác giả thường được dẫn chứng nhằm chống lại sự khống chế và xâm phạm đến từ nhà nước; ngoài ra, Orwellian đã đi vào tiếng Anh để nói về một xã hội cực quyền kiểu phản địa đàng (dystopia), nơi mà chính phủ kiểm soát và nô dịch người dân. Ngôn ngữ do Orwell sáng tạo ra, Newspeak, châm biếm bản chất của nhà nước. Ví dụ, Miniluv ("Bộ Tình Yêu") chịu trách nhiệm tra tấn và tẩy não, Miniplenty ("Bộ Ấm No") trông nom việc gây ra đói kém và thiếu thốn, Minipax ("Bộ Hoà bình") lại xem xét vấn đề chiến tranh và bạo ngược, và Minitrue ("Bộ Sự Thật") chịu trách nhiệm tuyên truyền cổ động và viết lại lịch sử vì mục đích chính trị.
Người đàn ông cuối cùng ở châu Âu (The Last Man in Europe) là một trong những tựa nguyên thủy của cuốn sách. Tuy nhiên, trong một lá thư đề ngày 22 tháng 10 năm 1948 gửi nhà xuất bản, Orwell bày tỏ sự lưỡng lự giữa tựa đề Người đàn ông cuối cùng ở châu Âu và Một chín tám tư. Nhà xuất bản đã gợi ý nên sử dụng tựa đề dễ đắt khách hơn.
Tác giả vốn muốn đặt bối cảnh của Một chín tám tư vào năm 1980 nhưng sau đó, ông đã dời xuống lần lượt năm 1982 rồi 1984. Tựa đề cuối cùng có thể là biến thể của "1948" - năm sáng tác tiểu thuyết. Trong lịch sử ấn bản, Một chín tám tư đã từng bị cấm hay bị hạn chế ở các thư viện công cộng bởi mang tư tưởng chống chế độ toàn trị tương tự các cuốn Thế giới mới tươi đẹp của Aldous Huxley (1932), Chúng tôi (1924) của Yevgeny Zamyatin, Kallocain (1940) của Karin Boye và 451 độ F (1951) của Ray Bradbury. Tiểu thuyết dystopia tiếng Nga Chúng tôi được xem có ảnh hưởng mạnh mẽ đến Một chín tám tư.

## Bối cảnh
Bối cảnh trong tiểu thuyết được đặt ở miền đất Airstrip One (tạm dịch: Đường băng Một, trước đây là Vương quốc Anh), một tỉnh thành của siêu cường Oceania ở một thế giới giả tưởng. Trong thế giới này, chiến tranh xảy ra liên miên, chính phủ theo dõi và dò xét sát sao những đảng viên, việc tẩy não diễn ra công khai. Đứng sau là bộ máy nhà nước chuyên chế có tên là Ingsoc được điều hành bởi Đảng viên của Inner Party ("Đảng Nội Bộ"), những người quy chụp chủ nghĩa cá nhân và tư duy độc lập là thoughtcrime ("tội tư tưởng"). Nhà nước này hoạt động nhân danh Big Brother (Anh Cả), vị lãnh tụ tối cao của Oceania. Nhân vật chính của tiểu thuyết là Winston Smith, Đảng viên Outer Party (Đảng Ngoại vi). Ông làm việc tại Ministry of Truth (Bộ Sự Thật) và nhiệm vụ của ông là sửa lại các bài báo cũ để các dữ liệu này trùng với lịch sử đường lối hiện tại của Đảng. Smith là một nhân viên cần cù, chăm chỉ nhưng thực chất căm ghét Đảng và ôm mộng đảo chính chống lại Anh Cả.
Bối cảnh của Một chín tám tư đặt ở Oceania, một trong ba siêu nhà nước liên lục địa phân chia thế giới sau chiến tranh thế giới, nhất là ở Luân Đôn - thành phố trực thuộc tỉnh Đường băng Một, nơi từng được gọi là Anh Quốc hay Vương quốc Anh. Những tấm áp phích của lãnh tụ Đảng Anh cả và dòng chữ "BIG BROTHER IS WATCHING YOU" (ANH CẢ ĐANG DÕI THEO CÁC NGƯỜI) xuất hiện nhan nhản khắp thành phố, cùng với đó là sự hiện diện của telescreen (màn vô tuyến) để theo dõi đời sống dân cư. Có ba giai cấp xã hội ở Oceania:
- (I) Inner Party ("Đảng Nội Bộ"): giới thượng lưu, chiếm khoảng 2% dân số.
- (II) Outer Party ("Đảng Ngoại vi"): giới trung lưu, chiếm 13% dân số.
- (III) Prole ("Vô sản"): thuộc lớp dưới của xã hội, chiếm số còn lại, đại diện cho những người lao động thất học, chiếm 84% dân số.

Đảng quản lý quần chúng thông qua bốn Bộ được đề tên bằng tiếng Newspeak: 
- Minipax (tức Ministry of Peace - "Bộ Hoà bình"): quản lý chiến tranh.
- Miniplenty (tức Ministry of Plenty - "Bộ Ấm No"): quản lý kinh tế (phân phối và nạn đói).
- Miniluv (tức Ministry of Love - "Bộ Tình Yêu"): quản lý pháp luật và trật tự (tra tấn).
- Minitrue (tức Ministry of Truth - "Bộ Sự Thật"): quản lý việc tuyên truyền (tin tức, giải trí, giáo dục và hội họa).

Nhân vật chính của tiểu thuyết, Winston Smith, Đảng viên của Outer Party, làm công việc biên tập tại Minitrue, chuyên sửa lại dữ liệu lịch sử tuân theo khẩu hiệu của chính Đảng đương thời và xoá các ghi chú đề cập đến những người đã bị "bốc hơi" (không những bị thủ tiêu bởi nhà nước mà còn bị xoá tên khỏi các tài liệu lịch sử), gọi là unperson.
Theo cuốn sách giả tưởng mà Winston đọc có tên Lý thuyết và Thực tiễn Chủ nghĩa Tập thể Chính trị Đầu sỏ (The Theory and Practice of Oligarchical Collectivism) của Emmanuel Goldstein, một chính trị gia giả tưởng: Sau Chiến tranh thế giới thứ hai, Vương quốc Anh rơi vào nội chiến và bị sáp nhập vào Oceania (Châu Đại Duơng). Đồng thời, Liên bang Xô Viết càn quét châu Âu phần đất liền và thiết lập nên siêu nhà nước thứ hai, có tên là Eurasia (Á-Âu). Siêu nhà nước thứ ba, Eastasia (Đông Á), bao gồm khu vực Đông Á và Đông Nam Á. Ba thế lực tiến hành chiến tranh liên miên nhằm chiếm cứ phần lãnh thổ còn lại của thế giới, tuỳ lúc mà thiết lập hay huỷ bỏ liên minh giữa hai siêu nhà nước. Thời thơ ấu (1949-1953), Winston nhớ là chiến tranh nguyên tử diễn ra ở châu Âu, Tây Nga và Bắc Mỹ. Ông còn không rõ là giữa việc Đảng thắng cuộc nội chiến, Hoa Kỳ thôn tính Đế quốc Anh và cuộc đánh bom ở Colchester, việc nào xảy ra trước việc nào. Tuy nhiên, ký ức càng lúc càng rõ của Winston và những cuộc nói chuyện của gia đình ông đã cho thấy các vụ đánh bom nguyên tử xảy ra trước (Nhà Smith trú ẩn trong trạm xe), theo sau đó là nội chiến ở Anh và cuộc tái cơ cấu xã hội thời hậu chiến mà Đảng gọi là "Cách mạng".

## Sơ lược nội dung

Xã hội Oceania năm 1984: Big Brother trên cùng, Đảng ở giữa, Vô sản dưới cùng

Tiểu thuyết khắc họa nên khung cảnh thế giới vào năm 1984 giả tưởng, sau chiến tranh hạt nhân toàn cầu, thông qua nhân vật Winston Smith, một cư dân 39 tuổi ở Đường băng Một; có tư tưởng chống lại Đảng và Big Brother (Anh cả); mối tình vụng trộm với Julia; bị ngồi tù, tra khảo, tra tấn và cải tạo bởi Thinkpol hay Thought Police ("Cảnh sát tư tưởng") của Miniluv.

### Winston Smith
Winston Smith là một trí thức của Đảng Ngoại vi sống trong đám điêu tàn của nước Anh đã bị huỷ hoại bởi nội chiến, Chiến tranh thế giới thứ hai và "cách mạng" giành quyền lực của Đảng. Từ nhỏ, ông đã bị tách ra khỏi gia đình và sống trong một cô nhi viện, được nhà nước dạy dỗ để trở thành đầy tớ của chế độ. Ông bắt đầu viết ghi chép, trong đó lên án kịch liệt Đảng và lãnh tụ Big Brother, thứ mà nếu bị Thought Police phát hiện thì Winston cầm chắc cái chết. Căn hộ của ông có một cái hốc bên cạnh telescreen (màn vô tuyến), nơi mà các màn vô tuyến không thể theo dõi và Winston được riêng tư ở đó viết cuốn sổ của mình: Tội tư tưởng không dẫn tới cái chết. Tội tư tưởng chính là cái chết. Những chiếc màn vô tuyến chứa micro và máy ảnh ngầm nên cho phép Thought Police (Cảnh sát tư tưởng) do thám bất cứ ai và nhận diện ai có thể gây nguy hiểm cho chế độ của Đảng. Trẻ em được dạy phải thám thính và báo cáo lại bất cứ ai có dấu hiệu là thought-criminal ("tội phạm tư tưởng"), nhất là cha mẹ chúng.
Ở Minitrue, Winston là một biên tập chịu trách nhiệm chỉnh đốn lịch sử theo phiên bản lịch sử chính thức của Đảng. Vì thế, ông thường xuyên phải viết lại cứ liệu và thay đổi các bức hình, khiến những người bị bốc hơi trở thành unperson; còn những tài liệu gốc thì bị thiêu trong memory hole ("lỗ nhớ"). Khẩu hiệu của Đảng là: "Ai làm chủ quá khứ sẽ làm chủ tương lai; ai làm chủ hiện tại thì người đó sẽ làm chủ quá khứ". Dù hứng thú với đòi hỏi trí óc phải vận dụng khi sửa đổi các tư liệu lịch sử, ông vẫn hứng thú với thứ gọi là "quá khứ thực" và dày công tìm hiểu về nó.

### Julia
Một ngày nọ ở Minitrue, Winston đỡ một phụ nữ và người này đã chuyền cho anh một mẩu giấy xếp lại, mà sau đó Winston đọc ở bàn làm việc của mình, có nội dung: EM YÊU ANH. Người phụ nữ đó tên là Julia và cũng như Winston, là một tội phạm tư tưởng và căm ghét Đảng. Mặc dù Winston trước khi nhận mẩu giấy không có thiện cảm với Julia vì nhiều lý do, mối ác cảm đó đã biến mất, thay vào đó là hai người bắt đầu yêu nhau trong bí mật. Họ quan hệ ở nhiều nơi khác nhau, đầu tiên là ở một khoanh đất trống trong rừng ở miền quê, sau đó là ở một nhà thờ hoang phế, và rồi là một phòng ngủ cho thuê ở khu vực dành cho culi (Dân vô sản) ở Luân Đôn. Họ tưởng mình được an toàn vì không thấy ai hay màn hình nào quan sát họ, nhưng thực tế, cảnh sát tư tưởng đã biết về mối tình của họ.
O'Brien, một Đảng viên của Inner Party tiếp cận Winston và Winston thì tin rằng O'Brien là điệp viên của Brotherhood (Huynh đệ), một tổ chức bí mật chống Cách mạng và Đảng. Nhờ đó, giữa hai người hình thành mối liên lạc bí mật. Nhân dịp đưa Winston ấn bản mới nhất của Từ điển Newspeak, O'Brien đã đưa ông cuốn sách Lý thuyết và thực tiễn chủ nghĩa tập thể chính trị đầu sỏ của tác giả Emmanuel Goldstein, lãnh tụ khét tiếng của Brotherhood. Cuốn sách giải thích khái niệm chiến tranh liên miên, ý nghĩa thực của phương châm CHIẾN TRANH LÀ HOÀ BÌNH, TỰ DO LÀ NÔ LỆ và NGU DỐT LÀ SỨC MẠNH, và cách thức lật đổ sự thống trị của Đảng bằng sự giác ngộ chính trị của giai cấp vô sản.
Cảnh sát tư tưởng bắt giữ Winston và Julia tại trận trong phòng ngủ, giao họ cho bên Minitrue để thẩm vấn. Charrington, chủ tiệm cho hai người thuê phòng hoá ra làm việc cho cảnh sát tư tưởng. O'Brien cũng lộ diện là chỉ huy của bộ và thừa nhận đã dụ dỗ Winston và Julia vào tròng để loại bỏ những tên tội phạm tư tưởng đáng ngờ.
Những màn đánh đập liên tục và tra hỏi vắt kiệt tâm lý Winston bắt đầu. O'Brien, lúc này tra khảo, tra tấn ông bằng shock điện, hướng dẫn cách để Winston chữa trị khỏi căn bệnh tư tưởng - tức việc ông căm ghét Đảng - thông qua nhận thức có kiểm soát (phải nói đúng số ngón tay mà Đảng yêu cầu phải thấy bất chấp sự thật khác thế nào, phải nói "2+2=5"). Trong các cuộc nói chuyện, O'Brien giải thích động cơ của Đảng Ngoài vì quyền lực tuyệt đối, rằng nó hết sức vị tha và vì lợi ích cao cả. Trong một lần bị tra tấn, việc ngồi tù của Winston được O'Brien giải thích như sau: "Có ba bước để anh tái nhập... Đó là học, hiểu và chấp nhận [cách Đảng đánh giá hiện thực]."

### Thú tội và phản bội
Ở giai đoạn đầu tiên cải tạo chính trị, Winston Smith nhận những tội trạng mà ông đã làm hoặc không hề làm, liên luỵ bất cứ ai, kể cả Julia. Ở giai đoạn thứ hai, O'Brien cho Winston thấy rằng ông đang tàn tạ thế nào, lúc này Winston hầu như chỉ còn da bọc xương, tóc và răng hư hại kinh khủng. Winston đối chất rằng "Tôi chưa phản bội Julia" và O'Brien đồng ý, vì đúng là Winston chưa thôi hết yêu cô gái. Một đêm, Winston thức giấc và hét lên tên Julia và vì thế, O'Brien đã cho ông vào phòng 101, căn phòng đáng sợ nhất ở Miniluv( Bộ Tình Yêu). Tại đây, bất cứ ai đều phải ở chung với thứ mà họ sợ nhất. Nỗi sợ của Winston là chuột. Khi một lồng chuột đói được đặt lên mặt ông, Winston đã la lên: "Làm thế với Julia đi!", phản bội lại cô ấy và từ bỏ tình yêu dành cho cô. Như vậy, công dân Winston Smith đã đạt được bước cuối cùng, Chấp Nhận (Acceptance) của quá trình cải tạo chính trị.

### Tái ngộ Julia
Một thời gian sau khi tái hội nhập xã hội Oceania, Winston gặp lại Julia trong công viên. Julia tiết lộ cô cũng trải qua những điều gian khổ y như Winston và cả hai thừa nhận đã phản bội nhau. Trong khi hai người nói chuyện, lời bài hát hiện lên lại trong đầu Winston:

Under the spreading chestnut tree (Dưới tán cây dẻ xoè bóng)

I sold you and you sold me— (Anh bán đứng em, em bán đứng anh)
Lời bài hát xuất phát từ một ca khúc tập thể phổ biến vào thập niên 20 thế kỷ XX tên "Go no more a-rushing" hay còn gọi là "Under the Spreading Chestnut Tree" và được Glenn Miller và ban nhạc của ông trình bày lại năm 1939.

### Cải đạo
Winston ngồi một mình trong tiệm Cây Dẻ và phiền não vì những ký ức sai lầm mà ông tin là sai lầm. Ông cố gắng không nghĩ đến chúng nữa thì có thông báo Oceania đã giành chiến thắng quyết định trước quân đội Á-Âu. Đám đông nô nức tán dương ngoài đường, và Winston tưởng tượng mình cũng ở trong dòng người đó. Ông nhìn lên đầy ngưỡng mộ bức chân dung Big Brother, cuối cùng ông đã nhận ra sự thay đổi trong lòng mình. Ông đắm chìm trong mơ tưởng hạnh phúc mình sẽ ra tự thú, đầy đủ và công khai, rồi sẽ được tử hình. Ông đã giành chiến thắng trước chính bản thân. Giờ đây, ông một lòng yêu kính Big Brother.

## Nhân vật

### Winston Smith
- Nhân vật chính, một công dân sống tại Airstrip One.
- Làm việc ở Bộ Sự Thật (Minitrue), công việc chính là chỉnh sửa lịch sử theo ý Đảng.
- Có tư tưởng chống lại Đảng và bắt đầu tìm kiếm sự tự do cá nhân.

### Julia
- Người tình của Winston, làm việc ở Bộ Sự Thật.
- Ban đầu, cô thể hiện mình trung thành với Đảng, nhưng thực tế là một người phản kháng thầm lặng.
- Cùng Winston tham gia mối tình bí mật, thể hiện sự kháng cự của họ đối với Đảng.

### O'Brien
- Một thành viên cấp cao của Đảng, đóng vai trò phức tạp trong cuộc đời Winston.
- Ban đầu, O'Brien giả vờ là đồng minh của Winston, nhưng sau đó phản bội anh và chịu trách nhiệm trong việc tra tấn anh tại Bộ Tình Yêu (Miniluv).

### Big Brother (Anh Cả)
- Lãnh tụ tối cao của Đảng, được mọi người tôn thờ và kính sợ.
- Thực tế, có thể chỉ là biểu tượng nhằm kiểm soát tâm trí và cảm xúc của người dân.

### Ông Charrington
- Chủ cửa hàng đồ cổ, nơi Winston mua cuốn nhật ký và giấy hoa để viết.
- Ban đầu tỏ ra thân thiện, nhưng sau đó lộ diện là một gián điệp của Đảng và giúp bắt giữ Winston và Julia.

### Emmanuel Goldstein
- Kẻ thù của Đảng và được mô tả là lãnh tụ của tổ chức kháng chiến bí mật, The Brotherhood.
- Là nhân vật mà Đảng dùng để đổ lỗi và kích động lòng hận thù trong các buổi "Hai Phút Hận Thù."
- Có thể chỉ là một nhân vật hư cấu do Đảng tạo ra để kiểm soát người dân.

### Parsons
- Hàng xóm của Winston, một người trung thành tuyệt đối với Đảng.
- Bị chính con mình tố cáo với Đảng vì "thoughtcrime" (tội tư tưởng).

### Syme
- Đồng nghiệp của Winston tại Bộ Sự Thật, chuyên về việc chỉnh sửa Newspeak (Tân Ngữ).
- Quá thông minh và trung thực, cuối cùng bị "tan biến" vì không phù hợp với Đảng.

## Thế giới giả tưởng năm 1984

### Ingsoc
Ingsoc (Chủ nghĩa xã hội Anh Quốc, hay Anh Xã) là hệ tư tưởng và triết học chiếm ưu thế của Oceania, và Newspeak là ngôn ngữ chính thức của các tài liệu chính thức. Orwell mô tả hệ tư tưởng của Đảng là thế giới quan chế độ quyền lực tập trung, "bác bỏ và phỉ báng mọi nguyên tắc phong trào xã hội chủ nghĩa ban đầu, và thực hiện nhân danh Chủ nghĩa xã hội".

### Bộ Hòa Bình
Bộ Hòa Bình ủng hộ cuộc chiến vĩnh viễn của Oceania chống lại một trong hai siêu cường khác:
Mục đích chính của chiến tranh hiện đại (theo các nguyên tắc của Hoài nghi), mục đích này đồng thời được công nhận và không được công nhận bởi đầu não chỉ đạo của Nội bộ) là sử dụng hết các sản phẩm của máy móc mà không nâng cao mức sống chung. Kể từ cuối thế kỷ XIX, vấn đề phải làm gì với thặng dư của hàng tiêu dùng đã tiềm ẩn trong xã hội công nghiệp. Hiện tại, khi có rất ít con người thậm chí có đủ ăn, vấn đề này rõ ràng không phải là cấp bách, và nó có thể không trở thành như vậy, ngay cả khi không có quá trình hủy hoại nhân tạo nào xảy ra.

### Bộ Ấm No
Bộ Ấm No kiểm soát khẩu phần và thực phẩm, hàng hóa, và sản xuất trong nước; mỗi quý tài chính, nó công bố các tuyên bố sai lầm về việc nâng cao mức sống, trong thực tế, nó đã làm giảm khẩu phần, tính sẵn có và sản xuất. Bộ Sự Thật chứng minh các yêu sách của Bộ Ấm No bằng cách sửa đổi các sổ sách trong quá khứ để báo cáo các con số ủng hộ "khẩu phần gia tăng" hiện tại.

### Bộ Sự Thật
Bộ Sự Thật kiểm soát thông tin: tin tức, giải trí, giáo dục và nghệ thuật. Winston Smith làm việc tại Cục Hồ Sơ (RecDep), "sửa chữa" các hồ sơ lịch sử để phù hợp với các tuyên bố hiện tại của Big Brother để mọi thứ mà Đảng nói đều có vẻ đúng.

### Bộ Tình Yêu
Bộ Tình Yêu xác định, theo dõi, bắt giữ và chuyển đổi những người bất đồng chính kiến và tư tưởng. Theo kinh nghiệm của Winston, người bất đồng chính kiến bị đánh đập và tra tấn, và khi nguy kịch, anh ta được gửi đến Phòng 101 để đối mặt với "điều tồi tệ nhất trên thế giới"-cho đến khi phải dành tình yêu thương cho Big Brother và Đảng thay vì sự bất đồng.

### Tư duy hai chiều (doublethink)
Từ khóa ở đây là "trắng đen". Giống như rất nhiều từ Tân Ngữ, từ này có hai nghĩa trái ngược nhau. 
Với người chống đối, "tư duy hai chiều" có nghĩa là một luận điệu vô lý, tuyên bố rằng đen là trắng, điều này hoàn toàn trái ngược với sự thật hiển nhiên mà mọi người có thể nhận thấy. Đây là cách Đảng áp đặt một sự thật mới mẻ, nhằm tạo ra những mâu thuẫn không thể giải thích được trong suy nghĩ của người dân.

Với Đảng viên, nó có nghĩa là sẵn sàng chấp nhận và tuyên bố điều ngược lại với sự thật khi Đảng yêu cầu, như nói trắng là đen. Điều này cũng đồng nghĩa với khả năng tin rằng màu đen là màu trắng, rồi quên đi rằng mình đã từng tin điều ngược lại. Quá trình này đòi hỏi thay đổi liên tục quá khứ, và được gọi là doublethink trong Tân Ngữ. Tư duy hai chiều là khả năng giữ hai niềm tin trái ngược trong đầu và chấp nhận cả hai.

### Địa lý chính trị
Ba siêu cường chuyên chế đang xảy ra chiến tranh vĩnh viễn kiểm soát thế giới:
- Oceania (Hệ tư tưởng: Ingsoc, tức Chủ nghĩa xã hội Anh), có lãnh thổ cốt lõi là Tây Bán cầu, Anh, Ireland, Australasia, Đa Đảo và Nam Phi.
- Eurasia (Á-Âu. Hệ tư tưởng: Neo-Bolshevism, tức Chủ nghĩa Tân Bolshevik), có lãnh thổ cốt lõi là lục địa châu Âu và Nga.
- Eastasia (Đông Á. Hệ tư tưởng: Xóa bỏ Bản thân/Thờ cúng Cái chết), có lãnh thổ cốt lõi là Trung Quốc, Nhật Bản, Bán đảo Triều Tiên và Bán đảo Đông Dương.

Cuộc chiến vĩnh viễn diễn ra để giành quyền kiểm soát "khu vực tranh chấp" nằm "giữa biên giới của các siêu quốc gia", nơi tạo thành "một tứ giác thô với các góc của nó tại Tangier, Brazzaville, Darwin và Hồng Kông",  và phía Bắc Châu Phi, Trung Đông, Ấn Độ và Indonesia là nơi các siêu sao bắt và sử dụng lao động nô lệ. Cuộc chiến cũng diễn ra giữa Âu Á và Đông Á ở Mãn Châu, Mông Cổ và Trung Á, và cả ba siêu cường chiến đấu với nhau trên các đảo Đại Tây Dương và Thái Bình Dương khác nhau.

### Phe cách mạng
Ký ức của Winston Smith và việc ông đọc cuốn sách bị cấm, Lý thuyết và thực hành chủ nghĩa tập thể đầu sỏ của Emmanuel Goldstein, tiết lộ rằng sau Chiến tranh thế giới thứ hai, Vương quốc Anh đã tham gia vào một cuộc chiến vào đầu những năm 1950, trong đó vũ khí hạt nhân đã phá hủy hàng trăm thành phố ở châu Âu, tây Nga và Bắc Mỹ. Colchester đã bị phá hủy và London cũng phải hứng chịu các cuộc không kích trên diện rộng, khiến gia đình của Winston phải lánh nạn ở một ga tàu điện ngầm Luân Đôn. Hoa Kỳ đã liên minh Khối thịnh vượng chung của Anh và Châu Mỹ Latinh, dẫn đến sự ra đời của một nhà nước thống trị Oceania. Quốc gia mới rơi vào nội chiến, nhưng không rõ các phe phái. Cuối cùng, Ingsoc đã chiến thắng và dần dần thành lập một chính phủ toàn trị trên khắp Oceania.
Trong khi đó, Á-Âu được thành lập khi Liên Xô chinh phục lục địa châu Âu, tạo ra một quốc gia duy nhất trải dài từ Bồ Đào Nha đến eo biển Bering dưới chế độ Tân Bolshevik. Đông Á, siêu cường cuối cùng được thành lập, chỉ nổi lên sau "một thập kỷ chiến đấu lẫn lộn". Nó bao gồm các vùng đất châu Á bị chinh phục bởi Trung Quốc và Nhật Bản. Mặc dù diện tích của Đông Á là nhỏ so kích thước của Á-Âu, nhưng dân số lớn hơn của nó bù đắp cho sự bất lợi đó.
Trong khi công dân ở mỗi quốc gia được đào tạo để coi thường ý thức hệ của hai người kia là thiếu văn minh và man rợ, cuốn sách của Goldstein giải thích rằng trên thực tế các hệ tư tưởng của các siêu cường thực tế giống hệt nhau và sự thiếu hiểu biết của công chúng về sự thật này là bắt buộc để họ có thể tiếp tục tin vào điều khác. Các tài liệu tham khảo duy nhất về thế giới bên ngoài cho công dân Oceania là tuyên truyền và bản đồ (có thể là giả) do Bộ Sự Thật chế tạo để đảm bảo niềm tin của mọi người vào "chiến tranh".
Tuy nhiên, do Winston chỉ còn nhớ những sự kiện này cũng như sự thao túng liên tục các hồ sơ quá khứ của Đảng, sự liên tục và chính xác của những sự kiện này vẫn chưa được biết, và làm thế nào các đảng cầm quyền của các siêu cường quản lý giành được quyền lực của họ cũng không được làm rõ. Bản thân Winston cũng lưu ý rằng Đảng đã tuyên bố chính họ đã phát minh ra máy bay trực thăng, tàu hỏa và máy bay, trong khi Julia đưa ra giả thuyết rằng vụ đánh bom vĩnh viễn ở Luân Đôn chỉ là một hoạt động cờ giả được thiết kế để thuyết phục dân chúng rằng chiến tranh đang xảy ra. Nếu bản báo cáo chính thức trên là chính xác, những ký ức của Smith và câu chuyện về sự tan rã của gia đình ông cho thấy vụ đánh bom nguyên tử xảy ra trước tiên, sau đó là cuộc nội chiến với "cuộc chiến đường phố lộn xộn ở London" và cuộc cải tổ xã hội sau chiến tranh mà Đảng gọi là "cuộc cách mạng ".
Trong khi niên đại chính xác là rất khó để theo dõi, hầu hết các cuộc cải tổ xã hội toàn cầu xảy ra trong khoảng thời gian từ năm 1945 đến đầu những năm 1960. Winston và Julia gặp nhau trong đống đổ nát của một nhà thờ đã bị phá hủy trong một cuộc tấn công hạt nhân "ba mươi năm" trước đó, điều này cho thấy năm 1954 là năm của cuộc chiến nguyên tử gây bất ổn xã hội và cho phép Đảng giành lấy quyền lực. Trong tiểu thuyết có ghi rằng "quý IV năm 1983" là "quý thứ sáu của Kế hoạch ba năm lần thứ chín", ngụ ý rằng kế hoạch ba năm đầu tiên bắt đầu vào năm 1958. Vào năm đó, Đảng rõ ràng đã giành được quyền kiểm soát Oceania.

### Cuộc chiến
Năm 1984, có một cuộc chiến vĩnh viễn giữa Oceania, Á-Âu và Đông Á, những siêu cường xuất hiện từ chiến tranh hạt nhân. Lý thuyết và thực hành của chủ nghĩa tập thể đầu sỏ, bởi Emmanuel Goldstein, giải thích rằng mỗi siêu cường mạnh đến mức không thể bị đánh bại, ngay cả với lực lượng kết hợp của hai siêu cường còn lại, bất chấp việc đã thay đổi liên minh. Để che giấu những mâu thuẫn như vậy, lịch sử được viết lại để giải thích rằng liên minh (mới) luôn luôn như vậy; dân chúng đã quen và chấp nhận nó. Chiến tranh không xảy ra ở lãnh thổ Đại Dương, Á-Âu hay Đông Âu mà là vùng bỏ hoang ở Bắc Cực và trong khu vực tranh chấp bao gồm biển và đất liền từ Tangiers (Bắc Phi) đến Darwin (Úc). Khi bắt đầu, Oceania và Đông Á là những đồng minh chiến đấu với Á-Âu ở phía bắc châu Phi và Bờ biển Malabar.
Liên minh đó kết thúc và Oceania, liên minh với Á-Âu, chiến đấu với Đông Á, một sự thay đổi xảy ra trong Tuần lễ hận thù được dành riêng để tạo ra lòng nhiệt thành yêu nước cho cuộc chiến vĩnh viễn của Đảng. Công chúng mù quáng trước sự thay đổi; ở giữa câu, một nhà hùng biện thay đổi tên của kẻ thù từ "Á-Âu" thành "Đông Á" mà không đính chính lại. Khi công chúng tức giận khi nhận thấy rằng các cờ và áp phích sai được hiển thị, họ xé chúng ra; Đảng sau đó tuyên bố đã chiếm được toàn bộ châu Phi.
Cuốn sách của Goldstein giải thích rằng mục đích của cuộc chiến vĩnh viễn không thể vượt qua là tiêu thụ sức lao động và hàng hóa của con người để nền kinh tế của một siêu cường không tạo ra được giá trị thặng dư, với mức sống cao cho mọi người dân. Với việc sử dụng hết các hàng hóa như ủng và khẩu phần, những người vô sản nghèo và ít học và sẽ không nhận ra chính phủ đang làm gì và cũng không nổi dậy. Goldstein cũng nêu chi tiết một chiến lược của Oceania tấn công các thành phố của kẻ thù bằng vũ khí hạt nhân trước khi xâm lược nhưng bác bỏ nó là không khả thi và trái với mục đích của chiến tranh; bất chấp vụ đánh bom nguyên tử vào các thành phố vào những năm 1950, các siêu cường đã ngăn chặn nó vì sợ sẽ làm mất cân bằng các thế lực. Công nghệ quân sự trong truyện khác biệt rất ít so với Thế chiến II, nhưng máy bay ném bom chiến lược được thay thế bằng bom tên lửa, máy bay trực thăng được sử dụng nhiều làm vũ khí chiến tranh (chúng không được chế tạo trong Thế chiến II dưới bất kỳ hình thức nào ngoài nguyên mẫu) các đơn vị chiến đấu đã được thay thế bằng các Pháo đài nổi khổng lồ và không thể đánh bại, các pháo đài giống như hòn đảo tập trung hỏa lực của toàn bộ lực lượng đặc nhiệm hải quân trong một nền tảng bán di động duy nhất (trong tiểu thuyết, một người được cho là đã neo đậu giữa Iceland và Quần đảo Faroe, cho thấy việc can thiệp và từ chối làn đường biển).

### Tiêu chuẩn sống
Theo cuốn sách của Goldstein, toàn bộ thế giới sống trong đói, khát, bệnh tật và bẩn thỉu là những tiêu chuẩn. Các thành phố và thị trấn bị hủy hoại là bình thường: hậu quả của các cuộc nội chiến, chiến tranh nguyên tử và tên lửa có chủ đích. Xã hội suy tàn và các tòa nhà bị phá hủy bao quanh Winston; ngoài các kim tự tháp cấp bộ, một tiểu London đã được xây dựng lại. Các thành viên của Đảng Ngoại vi tiêu thụ thực phẩm tổng hợp và "xa xỉ" chất lượng kém như rượu gin và thuốc lá đóng gói lỏng lẻo, được phân phối dưới nhãn hiệu "Chiến thắng". (Đó là sản phẩm nhái lại của thuốc lá "Chiến thắng" chất lượng thấp do Ấn Độ sản xuất, được hút rộng rãi ở Anh và bởi những người lính Anh trong Thế chiến II. Họ đã hút thuốc vì việc nhập chúng từ Ấn Độ dễ dàng hơn so với việc nhập thuốc lá của Mỹ từ bên kia Đại Tây Dương vì Trận Đại Tây Dương).
Winston mô tả một cái gì đó đơn giản như việc sửa chữa một ô kính bị vỡ vì cần phải có sự chấp thuận của ủy ban và có thể mất vài năm và do đó, hầu hết những người sống trong một trong các khu chung cư thường tự sửa chữa (bản thân Winston được bà Parsons nhờ để sửa chữa bồn rửa bị chặn của bà). Tất cả các cư dân của tầng lớp trung lưu được cung cấp các màn vô tuyến phục vụ cả hai công việc: đài phát thanh để tuyên truyền và thiết bị giám sát các đảng viên; chúng có thể bị vặn nhỏ, nhưng không thể bị tắt.
Trái ngược với giai cấp dưới của họ, tầng lớp thượng lưu của xã hội Oceania cư trú trong những căn hộ sạch sẽ và thoải mái trong khu nhà của họ, với những kho chứa đầy thức ăn như rượu, cà phê và đường, tất cả đều không có đối với dân chúng. Winston ngạc nhiên khi thang máy trong công trình xây dựng của O'Brien, các màn vô tuyến có thể bị tắt và O'Brien có một đầy tớ châu Á, Martin. Tất cả các thành viên của Đảng nội bộ đều được hộ tống bởi những nô lệ và tù binh bị bắt trong khu vực giao chiến, và "Cuốn sách" cho thấy nhiều người trong đảng nội bộ có xe riêng hoặc thậm chí là máy bay trực thăng. Tuy nhiên, "Cuốn sách" nói rõ rằng ngay cả những điều kiện mà Đảng trong được hưởng cũng chỉ "tương đối" thoải mái, và các tiêu chuẩn được coi là khắc khổ bởi những người tinh hoa trước cách mạng.
Những người sống trong cảnh nghèo khổ và bị giam cầm trong rượu, khiêu dâm và xổ số mà tiền thắng cược không bao giờ thực sự được trả; điều đó bị che giấu bởi tuyên truyền và sự thiếu liên lạc trong Oceania. Đồng thời, các thành phần vô sản tự do hơn và ít bị đe dọa hơn so với Đảng Ngoại vi nhưng vẫn bị giám sát ở mức độ nhất định và bị cho là ít có lòng yêu nước. Dân thường không có màn vô tuyến trong nhà và thường khinh ghét những chiếc màn vô tuyến mà họ nhìn thấy. "Cuốn sách" chỉ ra rằng đó là bởi vì tầng lớp trung lưu, chứ không phải tầng lớp thấp hơn, theo truyền thống bắt đầu các cuộc cách mạng. Mô hình đòi hỏi sự kiểm soát chặt chẽ của tầng lớp trung lưu, với các thành viên Đảng Ngoại vi đầy tham vọng bị vô hiệu thông qua việc thăng cấp cho Đảng trong hoặc "tái hòa nhập" bởi Bộ Tình Yêu, và các thành viên vô sản có thể được phép tự do tư tưởng vì bị coi là ngu ngốc. Tuy nhiên, Winston tin rằng "tương lai thuộc về tầng lớp thấp nhất - tức vô sản (những người dân thường)".
Mức sống của người dân ở mức thấp nói chung. Hàng tiêu dùng đang khan hiếm, và tất cả những thứ có sẵn từ các kênh mua bán chính thức đều có chất lượng thấp; chẳng hạn, mặc dù Đảng thường xuyên báo cáo rằng sản lượng giày tăng lên nhưng tới một nửa dân số Oceania phải đi chân trần. Đảng tuyên bố rằng nghèo đói là một sự hy sinh cần thiết cho nỗ lực chiến tranh, và "Cuốn sách" xác nhận rằng điều đó đúng một phần vì mục đích của chiến tranh vĩnh viễn nhằm tiêu thụ những giá trị thặng dư. Các thành viên Đảng Ngoại vi và người đôi khi được sở hữu các mặt hàng tốt hơn trên thị trường, được những đầy tớ của thành viên đảng nội bộ trộm tuồn ra ngoài.    

## Chủ đề
Hoạt động kiểm duyệt diễn ra xuyên suốt tiểu thuyết. Điển hình tại Minitrue ("Bộ Sự Thật"), đối với những người đã bị Đảng thủ tiêu thì không chỉ các tài liệu liên quan đến họ mà cả các bức hình có mặt họ đều bị chỉnh sửa hay xoá sổ. Trên các màn vô tuyến, số liệu các ngành sản xuất được phóng đại gấp nhiều lần so với thực tế, thậm chí còn được chế ra, nhằm che đậy sự thực ngược lại. Việc bịa đặt số liệu từng được tác giả đề cập đến trong tiểu thuyết Trại súc vật năm 1945 của mình.
Cư dân Oceania, nhất là các thành viên Đảng Ngoài, không thật sự có sự riêng tư. Nhiều người sống trong các căn hộ được trang bị màn hình theo dõi telescreen hai chiều, dẫn đến việc bất cứ lúc nào họ cũng bị theo dõi, bị nghe lén. Những màn hình tương tự được lắp đặt ở các công xưởng và chỗ công cộng, kèm với đó là những chiếc microphone ngầm. Thư từ thường xuyên được mở ra và kiểm ra bởi Chính phủ trước khi chúng được gửi. Bên cạnh đó, lực lượng Thought Police ("Cảnh sát tư tưởng") còn cho điệp viên của mình giả dạng dân thường nhằm tìm kiếm những ai có tư tưởng chống đối. Trẻ em cũng được dạy báo cáo những kẻ khả nghi cho chính quyền, bao gồm chính cha mẹ chúng.
Sự giám sát, theo dõi là cách thức hiệu quả để quản lý nhân dân. Một dấu hiệu nổi loạn dù là nhỏ như biểu cảm hay lời nói mớ khi ngủ đều khiến đương sự bị bắt giam ngay tức khắc.